# Sakuntala (Claudel)
Sakuntala, auch genannt Vertumnus et Pomona, auch L’Abandon („die Verlassenheit“), ist eine Skulptur der französischen Bildhauerin Camille Claudel aus dem Jahr 1888. Mit diesem Werk erreichte sie ihre künstlerische Anerkennung. Es zeigt ein junges Liebespaar mit einem knienden Mann, der eine sich zu ihm herabneigende Frau liebkost. Titel gebender Hintergrund der Figurengruppe ist das Schauspiel Shakuntala des indischen Dichters Kalidasa, das die Geschichte einer Liebe beschreibt.

## Beschreibung und Geschichte
Die Skulptur stellt Figuren aus dem Drama Shakuntala des Dichters Kalidasa dar, das auf einer indischen Legende des 5. Jahrhunderts basiert.
1886 schrieb Camille Claudel in einem Brief an ihre englische Freundin Florence Jeans, dass sie mit der Arbeit an einer Figurengruppe beginnen würde. Es entstanden im gleichen Jahr zwei Entwürfe aus Terrakotta in den Maßen Höhe 22 × Breite 19 × Tiefe 12 cm und 17 × 14 × 12 cm. Einen heute verschollenen dritten Entwurf mit unbekannten Maßen, wahrscheinlich aus Lehm oder Gips, stellte sie etwa 1887/88 her. 1888 schließlich war die endgültige ausstellungsfähige Skulptur aus patiniertem Gips fertig gestellt. Diese Version misst 190 × 110 × 60 cm und führte zu Claudels künstlerischer Anerkennung, die aber auch von Spott und Geringschätzung durchwirkt war. Ausgestellt wurde sie 1888 im Salon des artistes français. Eine etwas kleinere Version der Figurengruppe aus Marmor, die im Jahr 1905 im Auftrag der Gräfin Maigret hergestellt wurde, erhielt die Bezeichnung „Vertumne et Pomone“, die aus den Metamorphosen des Ovid bekannt waren. Die Comtesse de Maigret war die Ehefrau von Christian de Maigret, den Claudel 1899 in Form einer Büste porträtiert hatte. Später folgten mehrere Versionen der Skulptur in Bronze, die als „L’Abandon“ bezeichnet wurde und die der Dekorationsmaler, Landschaftsarchitekt und Musiker Eugène Blot bis 1908 in zwei Formaten vermutlich 75 mal in Bronze gießen ließ, 25 große Kopien und 50 kleine. Auch 1984 und 87 wurden noch drei Versionen der Figurengruppe in Bronze hergestellt.

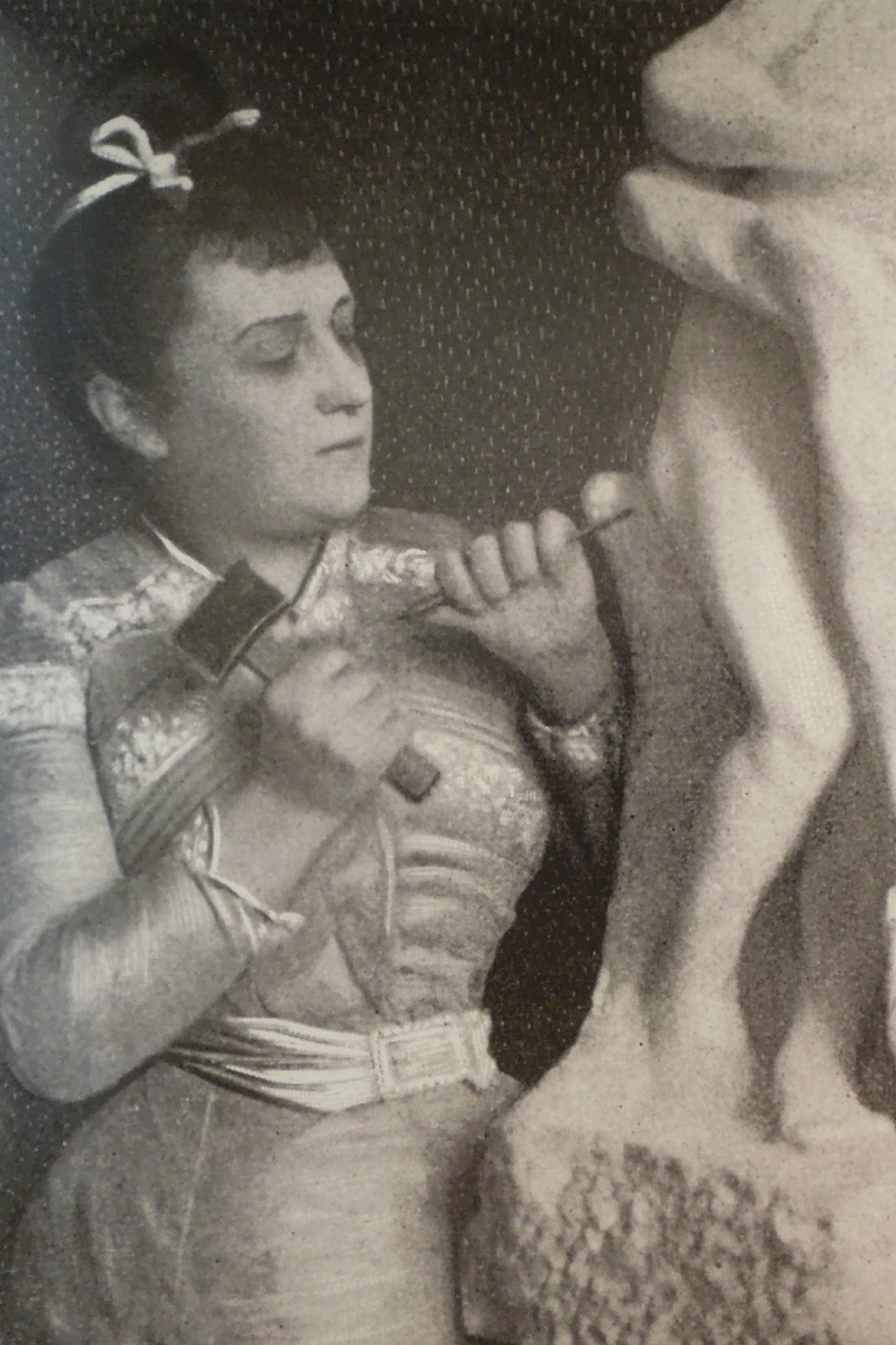
Camille Claudel arbeitet an Vertumne et Pomone, 1903

Der Titel des Werks änderte sich so von der zunächst indisch-hinduistischen zur griechischen Mythologie und schließlich hin zur modernen Psychologie, die in jener Zeit, besonders in Frankreich, zum universitären Forschungsgebiet avancierte. 
Die persönliche Geschichte der Künstlerin und die ab 1905 bei ihr offensichtlich gewordenen Symptome einer beginnenden psychischen Erkrankung, könnten diese merkwürdige Bedeutungswandlung ihrer Arbeit begünstigt haben. Die Arbeit an dieser Skulptur aus weißem Marmor machte ihr jedenfalls schwer zu schaffen. Dem Kunstkritiker Gustave Geffroy schrieb die Künstlerin am 4. April 1905 vor einer Ausstellung des Werkes, dass es kurz vor der Fertigstellung sei, sie aber seit zwei Tagen beim Polieren des Steins husten und niesen müsse, was sie wütend mache und sie kurz davor sei, die Arbeit brüllend zu zerstören, um Ruhe zu haben. Vom 4. bis zum 16. Dezember 1908 hatte Camille Claudel ihre letzte große Ausstellung bei Eugène Blot, in der sie 11 Skulpturen, darunter „L’Abandon“, zeigte. Camille Claudel zerstörte dann in der Folgezeit auch wirklich ihre in ihrem Atelier noch vorhandenen Arbeiten und Entwürfe.
Paul Claudel, Camille Claudels Bruder, schrieb über „L’abandon“:

“The first is emotion, in a passionate embrace with imagination… If one compares Rodin’s The Kiss with the first work by my sister, which we may call Abandonment. In the former, the man has sat down at the woman’s table, so to speak. He has sat down to take best advantage of her. He has gone after her with both hands, and she does her best, as the Americans say, to deliver the goods. In my sister’s group, spirit is all, with the man kneeling, all desire, his face lifted; he yearns, embraced before he even dares seize that wondrous being, that sacred flesh that has fallen to him from a higher level. She gives in, blind, mute, heavy; she gives in to this weight that is love; one arm hangs, detached like a tree branch exhausted by its fruit; the other covers her breasts and protects that heart, the supreme sanctuary of virginity. It is impossible to see anything at once more passionate and more chaste. And how it all trembles, right down to the most secret frissons of the soul and the skin, with ineffable life! The second before contact.”

## Ausstellungen (Auswahl)
- Salon des artistes français 1888, Claudels Gipsfigurengruppe mit dem Originaltitel
- Salon d’Automne (Herbstsalon) 1905, ein Bronzeguss von Eugène Blot ermöglicht, mit dem Titel L’Abandon
- Camille Claudel. November bis Dezember 1951 Musée Rodin, Paris.[5]
- Camille Claudel. Skulpturen und Zeichnung. 20. Januar 2007 bis zum 1. April 2007 Kunsthalle Rostock[6]